# Мрачни тренуци
Мрачни тренуци (енгл. Bleak Moments) је британска драмедија Мајка Лија из 1971. године у његовом редитељском дебију. Лијев сценарио заснован је на позоришној представи из 1970. године у Отвореном свемирском театру, о нефункционалном животу младе секретарице.
Ли и Лесли Блер су основали сопствену продуцентску компанију Autumn Productions, а Ли је желео да Мрачне тренутке прилагоди новој продукцији. Успео је да оствари ту жељу када су Memorial Films власника Алберта Финија и Мајкла Медвина, који су мало пре тога снимили Ако... и који су ускоро требали да поставе Гумену Ципелу, „испоручили финансијску подршку, као и неискоришћене резервне делове филмских ролни ."

## Радња
Силвија води миран живот бринући се за своју сестру Хилду која има сложене потребе за бригом. Њихово усамљено постојање у предграђу је наглашено друштвеном неспретношћу која их одваја од заједнице и подстиче живот у осами и очају. 

## Улоге
| Глумац         | Улога                   |
| -------------- | ----------------------- |
| Ен Рејт        | Силвија                 |
| Сара Стивенсон | Хилда, Силвијина сестра |
| Ерик Ален      | Питер                   |
| Џулија Кеплмен | Пат                     |
| Мајк Бредвел   | Норман                  |
| Доналд Сумптер | Норманов пријатељ       |
| Лиз Смит       | Патина мајка            |

## Критике
Критичар Мајкл Ковени је 1996. године написао да „Иако је квалитет звука лош, а темпо мало лежерни – постоји тонска сигурност и техничка финоћа у презентацији чудесних перформанси која проглашава и оригиналност и таленат. Силвија се чује како свира Шопенов E-flat ноктурно преко уводних шпица. Општа неспособност да се испоље унутрашња осећања појачава расположење суморног, словенског очаја..[постоји] чеховска атмосфера, неублажена врстом катарзичних врхунаца који карактеришу већину Лијевог потоњег дела.“ А Ковени је похвалио Лијеву „поетску осетљивост на оно што је ГК Честертон назвао 'значај неиспитаног живота.' Чак и спољашњи снимци имају тужан, упоран квалитет, са предивно укомпонованим погледом на шљунчане куће и гараже, на чисте путеве и високо дрвеће, око Западног Норвуда и Тулс Хила.“ 
Џон Колман у магазину New Statesman назвао је филм „најнеобичнијим дебијем британског редитеља, који ради на апсурдно ниском буџету и са непознатим глумцима, који сам икада видео“.
Роџер Иберт у магазину Chicago Sun Times је рекао: „Мрачни тренуци је једноставно ремек-дело, ... његова величина није само у режији или теми, већ у потпуној сингуларности представа”.
Тони Гарнет, иновативни и радикални продуцент, дивио се сценском извођењу и био је импресиониран филмом који је уследио. „Одмах је уочио Лијев потенцијал“ и његова подршка би се показала непроцењивом. Гарнет је обезбеђивао неколико филмова годишње за BBC, а такође ће продуцирати Лијев следећи пројекат, Тежак рад, за BBC телевизију 1973.